# Ernst Späth
Ernst Späth (Moravský Beroun, Moravia septentrional, 14 de mayo de 1886 - Zúrich, 30 de septiembre de 1946) fue un químico austríaco especializado en la investigación de alcaloides de origen vegetal.

## Biografía
Späth, hijo de un herrero, asistió a la escuela secundaria en Mährisch-Neustadt (ahora Uničov) y se graduó en 1905. En 1906 comenzó sus estudios en Viena y recibió su doctorado en 1910 con Rudolf Wegscheider. De 1910 a 1914 fue asistente en el 1er Instituto de Química de la Universidad de Viena. Durante la Primera Guerra Mundial, comandó una batería y ocupó el rango de primer teniente. En 1917 se convirtió en profesor y en 1923 fue un profesor extraordinario. 
En 1919, a partir de la descripción de la estructura molecular de la mescalina realizada por Arthur Heffter, Ernst Späth, químico austríaco, sintetizó la molécula por primera vez en Laboratorio de Química de la Universidad de Viena en Austria. Fue la primera vez que se sintetizaba un alcaloide alucinógeno en laboratorio.
En 1924 fue nombrado profesor titular en el 2º Instituto Químico. En 1925 se convirtió en miembro correspondiente y en 1926 miembro real de la Academia de Ciencias de Austria. En 1932 se convirtió en miembro de la Leopoldina. De 1937 a marzo de 1938 fue rector de la Universidad de Viena. En 1938 se convirtió en secretario general y en 1945 presidente de la Academia de Ciencias de Austria.
Durante el gobierno nacionalsocialista en 1937, la Asociación de Químicos Alemanes le otorgó la Medalla Liebig, que en realidad solo era otorgada a los ciudadanos alemanes.
Un busto de Späth se exhibe en el vestíbulo de la Facultad de Química de la Universidad de Viena.